# Halim Hosny
Halim Hosny (* 1958 in Wiesbaden) ist ein deutscher Journalist.

## Werdegang
Hosny ging zwischen 1981 und 1988 an der Johannes Gutenberg-Universität in Mainz einem Studium der Politikwissenschaften, Publizistik und Ethnologie nach, das er als Magister abschloss. Bereits während des Studiums begann er für das ZDF zu berichten, zunächst aus dem Landesstudio Hessen, dann ab 1989 aus den neuen Bundesländern.
Von 1993 an war er als Kriegs- und Krisenberichterstatter für das ZDF eingesetzt. Für die Redaktion Heute-journal berichtete er zwischen 1993 und 1995 aus den Konfliktgebieten in Bosnien und Herzegowina und Kroatien. Später war er als Mitglied des von ihm mit gegründeten Reporterpools der Chefredaktion des ZDF in Bosnien und Herzegowina, Albanien, Libanon, Irak, Israel, Ägypten, Türkei, Ungarn, Rumänien, Namibia, Ruanda, Kongo und Nordirland. Studiovertretungen führten ihn nach Tel Aviv, Kairo und London.
Zwischen 1999 und 2007 gehörte Hosny der Hauptredaktion Außenpolitik an. Neben seiner Tätigkeit als Reporter arbeitete er als Redakteur und Chef vom Dienst für die Sendung auslandsjournal. Während dieser Zeit entstanden Reportagen wie Massaker im Wüstensand (über Spuren des Schreckens im Irak), Im Reich der Tausend Prinzen (Begleitung einer Pilgergruppe nach Medina und Mekka), Nur weg hier! und Das wird schon klappen (zwei Filme über deutsche Auswanderer).
Im Januar 2008 wurde er zum Leiter der ZDF-Korrespondentenstelle in Istanbul bestellt. Das Berichtsgebiet von Halim Hosny umfasst die Türkei, den Iran und Afghanistan. Er war bis zum 31. Dezember 2011 Leiter der ZDF-Korrespondentenstelle in Istanbul. Sein Nachfolger ist seit Januar 2012 Luc Walpot. Hosny wechselte in die Hauptredaktion Politik und Zeitgeschehen.